# Desarrollo humano (película)
Desarrollo humano es una película del año 2007.

## Sinopsis
La Organización de Naciones Unidas (ONU) publica cada año un Informe de Desarrollo Humano que establece un ranking mundial de países con base en una extensa relación de indicadores estadísticos. Noruega aparece como el país más desarrollado del planeta, mientras que Níger vuelve a situarse en último lugar, identificándose como el país menos desarrollado del mundo. Si bien los datos estadísticos describen una cierta realidad, sorprende descubrir que la percepción de las personas entrevistadas respecto a sus propias vidas es diferente a la que se podría deducir de la lectura del Informe.

## Premios
- Trimedia FF 2007
- International Panorama of Independent Film and Video Makers Greece 2007
- Orlando Hispanic FF 2007
- Rockport Texas IFF 2007
- Philadelphia Documentary & Fiction FF 2007
- Calgary Fringe FF 2007
- IV Annual Montana FF